# Henri Surbatis
Henri Surbatis, né le 23 juin 1922 à Paris 14e et mort le 5 mai 2000 au Kremlin-Bicêtre (Val-de-Marne), est un coureur cycliste français, professionnel de 1946 à 1955. Il est notamment spécialiste de la cyclisme sur piste, en particulier courses de six jours.

## Palmarès sur piste
| - 1945 - 3e du Prix Hourlier-Comès (avec Adolphe Prat) - 1946 - Prix Dupré-Lapize (avec Albert Goutal) - 1947 - 3e des Six Jours de Cleveland (avec Émile Ignat) - 3e du Prix Goullet-Fogler (avec Albert Goutal) - 1948 - 2e des Six Jours de Buffalo (avec Walter Diggelmann) - 2e des Six Jours de New York (avec Émile Ignat) - 2e des Six Jours de Winnipeg (avec Émile Ignat) | - 1949 - 2e des Six Jours de New York (avec Alvaro Giorgetti) - 1950 - 2e des Six Jours de Berlin (avec Bernard Bouvard) - 1951 - 3e du Prix Goullet-Fogler (avec Bernard Bouvard) - 1953 - 3e des Six Jours de Saint-Étienne (avec Robert Chapatte) |

## Palmarès sur route

### Par année
- 1954
  - 1re étape du Tour du Maroc
  - 9e de Paris-Roubaix

### Résultats sur les grands tours

#### Tour de France
1 participation
- 1954 : hors délai (12e étape)